# League Cup 1967/68
Der League Cup 1967/68 war die 8. Austragung des Football League Cup (meist nur als League Cup bekannt).
Am Pokalwettbewerb, der am 22. August 1967 für die 92 englischen Spitzenvereine begann, nahmen letztlich 90 Mannschaften teil (es fehlten Tottenham Hotspur und Manchester United) und wurde in den ersten fünf Runden im K.-o.-System über eine Partie und im Halbfinale über Hin- und Rückspiel entschieden. Das Finale, das am 2. März 1968 in nur einem Spiel im neutralen Wembley-Stadion ausgetragen wurde, entschied der Erstligist Leeds United mit 1:0 für sich. Unterlegener Finalist war der FC Arsenal.

## Wettbewerb

### Erste Runde
Zur ersten Runde traten die Vereine an, die im Vorjahr ab Platz 18 und abwärts die Zweitligasaison 1966/67 abgeschlossen hatten, dazu alle 48 Vereine aus der Drittligasaison 1966/67 und der Viertligasaison 1966/67. Ausgenommen aus dieser Betrachtung wurde der Titelverteidiger Queens Park Rangers.
| Datum           |                        | Ergebnis |                      |
| --------------- | ---------------------- | -------- | -------------------- |
| 22. August 1967 | Bournemouth & Boscombe | 1:1      | FC Watford           |
| 22. August 1967 | Leyton Orient          | 1:3      | FC Gillingham        |
| 22. August 1967 | Port Vale              | 3:0      | Chester City         |
| 22. August 1967 | Swindon Town           | 1:1      | Newport County       |
| 22. August 1967 | Torquay United         | 0:0      | Exeter City          |
| 22. August 1967 | FC Walsall             | 4:2      | Shrewsbury Town      |
| 23. August 1967 | FC Aldershot           | 2:3      | Cardiff City         |
| 23. August 1967 | AFC Barrow             | 1:0      | FC Southport         |
| 23. August 1967 | Brighton & Hove Albion | 4:0      | Colchester United    |
| 23. August 1967 | Crewe Alexandra        | 1:1      | Stockport County     |
| 23. August 1967 | FC Darlington          | 1:0      | York City            |
| 23. August 1967 | Doncaster Rovers       | 1:2      | Scunthorpe United    |
| 23. August 1967 | Grimsby Town           | 1:0      | FC Chesterfield      |
| 23. August 1967 | Halifax Town           | 5:0      | Bradford Park Avenue |
| 23. August 1967 | Hartlepool United      | 2:0      | Bradford City        |
| 23. August 1967 | Luton Town             | 1:1      | Charlton Athletic    |
| 23. August 1967 | Mansfield Town         | 2:3      | Lincoln City         |
| 23. August 1967 | FC Middlesbrough       | 4:1      | FC Barnsley          |
| 23. August 1967 | Northampton Town       | 3:2      | Peterborough United  |
| 23. August 1967 | Notts County           | 0:1      | Rotherham United     |
| 23. August 1967 | Oxford United          | 3:1      | Swansea Town         |
| 23. August 1967 | FC Reading             | 3:0      | Bristol Rovers       |
| 23. August 1967 | AFC Rochdale           | 0:1      | FC Bury              |
| 23. August 1967 | Southend United        | 1:0      | FC Brentford         |
| 23. August 1967 | Tranmere Rovers        | 2:1      | AFC Wrexham          |
| 23. August 1967 | AFC Workington         | 1:1      | Oldham Athletic      |

#### Wiederholungsspiele
| Datum             |                        | Ergebnis |                        |
| ----------------- | ---------------------- | -------- | ---------------------- |
| 28. August 1967   | Exeter City            | 0:3      | Torquay United         |
| 28. August 1967   | Stockport County       | 3:0      | Crewe Alexandra        |
| 29. August 1967   | Newport County         | 2:0      | Swindon Town           |
| 29. August 1967   | Oldham Athletic        | 1:1      | AFC Workington         |
| 29. August 1967   | FC Watford             | 0:0      | Bournemouth & Boscombe |
| 30. August 1967   | Charlton Athletic      | 1:2      | Luton Town             |
| 31. August 1967   | AFC Workington         | 2:1      | Oldham Athletic        |
| 6. September 1967 | Bournemouth & Boscombe | 1:2      | FC Watford             |

### Zweite Runde
Aus der obersten englischen Spielklasse waren weitere 22 Vereine plus die ersten 17 Zweitligamannschaften der Vorsaison sowie der Titelverteidiger Queens Park Rangers für die zweite Runde gesetzt. Von den nunmehr 66 Teilnehmern traten jedoch nur 64 Vereine zur zweiten Runde an.
| Datum              |                     | Ergebnis |                         |
| ------------------ | ------------------- | -------- | ----------------------- |
| 12. September 1967 | FC Burnley          | 2:1      | Cardiff City            |
| 12. September 1967 | Coventry City       | 1:2      | FC Arsenal              |
| 12. September 1967 | Grimsby Town        | 2:2      | FC Bury                 |
| 12. September 1967 | Huddersfield Town   | 1:0      | Wolverhampton Wanderers |
| 12. September 1967 | Ipswich Town        | 5:2      | FC Southampton          |
| 12. September 1967 | Newport County      | 0:1      | FC Blackpool            |
| 13. September 1967 | AFC Barrow          | 1:0      | Crystal Palace          |
| 13. September 1967 | Blackburn Rovers    | 3:1      | Brighton & Hove Albion  |
| 13. September 1967 | Bristol City        | 0:5      | FC Everton              |
| 13. September 1967 | Carlisle United     | 0:2      | AFC Workington          |
| 13. September 1967 | Derby County        | 4:0      | Hartlepool United       |
| 13. September 1967 | FC Fulham           | 1:0      | Tranmere Rovers         |
| 13. September 1967 | FC Gillingham       | 2:2      | Torquay United          |
| 13. September 1967 | Leeds United        | 3:1      | Luton Town              |
| 13. September 1967 | Lincoln City        | 2:1      | Newcastle United        |
| 13. September 1967 | FC Liverpool        | 1:1      | Bolton Wanderers        |
| 13. September 1967 | Manchester City     | 4:0      | Leicester City          |
| 13. September 1967 | FC Middlesbrough    | 2:1      | FC Chelsea              |
| 13. September 1967 | FC Millwall         | 3:2      | Sheffield United        |
| 13. September 1967 | Northampton Town    | 3:1      | Aston Villa             |
| 13. September 1967 | Norwich City        | 1:1      | Rotherham United        |
| 13. September 1967 | Oxford United       | 2:1      | Preston North End       |
| 13. September 1967 | Plymouth Argyle     | 0:2      | Birmingham City         |
| 13. September 1967 | FC Portsmouth       | 3:1      | Port Vale               |
| 13. September 1967 | Queens Park Rangers | 2:1      | Hull City               |
| 13. September 1967 | FC Reading          | 3:1      | West Bromwich Albion    |
| 13. September 1967 | Scunthorpe United   | 0:1      | Nottingham Forest       |
| 13. September 1967 | Southend United     | 1:2      | FC Darlington           |
| 13. September 1967 | Stockport County    | 3:5      | Sheffield Wednesday     |
| 13. September 1967 | Stoke City          | 2:0      | FC Watford              |
| 13. September 1967 | AFC Sunderland      | 3:2      | Halifax Town            |
| 13. September 1967 | FC Walsall          | 1:5      | West Ham United         |

#### Wiederholungsspiele
| Datum              |                  | Ergebnis |               |
| ------------------ | ---------------- | -------- | ------------- |
| 19. September 1967 | FC Bury          | 2:0      | Grimsby Town  |
| 19. September 1967 | Rotherham United | 0:2      | Norwich City  |
| 20. September 1967 | Torquay United   | 2:0      | FC Gillingham |
| 27. September 1967 | Bolton Wanderers | 3:2      | FC Liverpool  |

### Dritte Runde
| Datum            |                     | Ergebnis |                   |
| ---------------- | ------------------- | -------- | ----------------- |
| 10. Oktober 1967 | FC Burnley          | 3:0      | Nottingham Forest |
| 10. Oktober 1967 | Queens Park Rangers | 5:1      | Oxford United     |
| 11. Oktober 1967 | FC Arsenal          | 1:0      | FC Reading        |
| 11. Oktober 1967 | Blackburn Rovers    | 3:2      | FC Middlesbrough  |
| 11. Oktober 1967 | FC Darlington       | 4:1      | FC Portsmouth     |
| 11. Oktober 1967 | Derby County        | 3:1      | Birmingham City   |
| 11. Oktober 1967 | FC Everton          | 2:3      | AFC Sunderland    |
| 11. Oktober 1967 | Leeds United        | 3:0      | FC Bury           |
| 11. Oktober 1967 | Lincoln City        | 4:2      | Torquay United    |
| 11. Oktober 1967 | Manchester City     | 1:1      | FC Blackpool      |
| 11. Oktober 1967 | Northampton Town    | 0:0      | FC Millwall       |
| 11. Oktober 1967 | Norwich City        | 0:1      | Huddersfield Town |
| 11. Oktober 1967 | Sheffield Wednesday | 3:1      | AFC Barrow        |
| 11. Oktober 1967 | Stoke City          | 2:1      | Ipswich Town      |
| 11. Oktober 1967 | West Ham United     | 4:1      | Bolton Wanderers  |
| 11. Oktober 1967 | AFC Workington      | 2:2      | FC Fulham         |

#### Wiederholungsspiele
| Datum            |              | Ergebnis |                  |
| ---------------- | ------------ | -------- | ---------------- |
| 16. Oktober 1967 | FC Fulham    | 6:2      | AFC Workington   |
| 16. Oktober 1967 | FC Millwall  | 5:1      | Northampton Town |
| 18. Oktober 1967 | FC Blackpool | 0:2      | Manchester City  |

### Vierte Runde
| Datum             |                     | Ergebnis |                  |
| ----------------- | ------------------- | -------- | ---------------- |
| 31. Oktober 1967  | FC Darlington       | 2:0      | FC Millwall      |
| 31. Oktober 1967  | Queens Park Rangers | 1:2      | FC Burnley       |
| 1. November 1967  | FC Arsenal          | 2:1      | Blackburn Rovers |
| 1. November 1967  | Derby County        | 1:1      | Lincoln City     |
| 1. November 1967  | FC Fulham           | 3:2      | Manchester City  |
| 1. November 1967  | Huddersfield Town   | 2:0      | West Ham United  |
| 1. November 1967  | Sheffield Wednesday | 0:0      | Stoke City       |
| 15. November 1967 | AFC Sunderland      | 0:2      | Leeds United     |

#### Wiederholungsspiele
| Datum             |              | Ergebnis |                     |
| ----------------- | ------------ | -------- | ------------------- |
| 15. November 1967 | Lincoln City | 0:3      | Derby County        |
| 15. November 1967 | Stoke City   | 2:1      | Sheffield Wednesday |

### Viertelfinale
| Datum             |              | Ergebnis |                   |
| ----------------- | ------------ | -------- | ----------------- |
| 29. November 1967 | FC Burnley   | 3:3      | FC Arsenal        |
| 29. November 1967 | Derby County | 5:4      | FC Darlington     |
| 29. November 1967 | FC Fulham    | 1:1      | Huddersfield Town |
| 13. Dezember 1967 | Leeds United | 2:0      | Stoke City        |

#### Wiederholungsspiele
| Datum             |                   | Ergebnis |            |
| ----------------- | ----------------- | -------- | ---------- |
| 5. Dezember 1967  | FC Arsenal        | 2:1      | FC Burnley |
| 12. Dezember 1967 | Huddersfield Town | 2:1      | FC Fulham  |

### Halbfinale
Die Hinspiele wurden am 17. Januar 1968, die Rückspiele am 6. Februar 1968 und 7. Februar 1968 ausgetragen.
|              | Gesamt |                   | Hinspiel | Rückspiel |
| ------------ | ------ | ----------------- | -------- | --------- |
| FC Arsenal   | 6:3    | Huddersfield Town | 3:2      | 3:1       |
| Derby County | 2:4    | Leeds United      | 0:1      | 2:3       |

### Finale
| Leeds United                                      | Leeds United | FC Arsenal | FC Arsenal |
| ------------------------------------------------- | --- | --- | ---------- |
| Leeds United                                      | \| Finale \| \| Samstag, 2. März 1968 in London (Wembley-Stadion) \| \| Ergebnis: 1:0 (1:0) \| \| Zuschauer: 97.887 \| \| Schiedsrichter: Les Hamer \| \| Spielbericht \|                        | \| Finale \| \| Samstag, 2. März 1968 in London (Wembley-Stadion) \| \| Ergebnis: 1:0 (1:0) \| \| Zuschauer: 97.887 \| \| Schiedsrichter: Les Hamer \| \| Spielbericht \|                      | FC Arsenal |
| Leeds United                                      | Gary Sprake, Paul Reaney, Terry Cooper, Billy Bremner, Jack Charlton, Norman Hunter, Jimmy Greenhoff, Peter Lorimer, Paul Madeley, Johnny Giles, Eddie Gray (Rod Belfitt) Cheftrainer: Don Revie | Jim Furnell, Peter Storey, Bob McNab, Frank McLintock, Ian Ure, Peter Simpson, John Radford, David Jenkins (Terry Neill), George Graham, Jon Sammels, George Armstrong Cheftrainer: Bertie Mee | FC Arsenal |
| Leeds United                                      | 1:0 Terry Cooper (20.) | | FC Arsenal |
| Finale                                            | | |            |
| Samstag, 2. März 1968 in London (Wembley-Stadion) | | |            |
| Ergebnis: 1:0 (1:0)                               | | |            |
| Zuschauer: 97.887                                 | | |            |
| Schiedsrichter: Les Hamer                         | | |            |
| Spielbericht                                      | | |            |